# سلطنة عفر
السلطنة العفرية هي عبارة عن ممالك ظهرت على الساحل الجنوبي من البحر الأحمر في القرن الأفريقي تشمل أجزاء من إرتريا وإثيوبيا وجيبوتي، أشهر الممالك: وهي عدة اقاليم  ويعود أصولهم  إلى اليمن  ويتكلمون اللغة العربية واللغة العفرية اي اللغة المهرية  وهم تحت حكم السلطان علي مرح الله يرحمة الذي توفي قبل فترة وكان خسارة كبيرة لافريقيا  والان ولده السلطان احمد علي مرح  فنقول لهم اعانكم الله في بناء بلدكم ونصرة المستضعفين  كونهم يتحملون أعباء كبيرة كونهم  يتحملون أعباء الحروب بالمنطقة  وهاذا هم من نشروا هدى الله في القرن الافريقي ودينهم الإسلام    فهم من كان لهم  ادور الكبير وقضيتم الاولى  مع فلسطين  حتى الآن  ونصرة المستضعفين بالمنطقة. ونحن معكم رغم الألم الذي فينا فإننا لن نتخلى عن أي مسلم مستضيف في مكان في الخريطه بالأخص بالعالم  العربي والإسلامي.  
كاتب التعليق  ابومحمد مرح من اليمن    

## تاريخ

### إمارة أوسا الإسلامية
مدينة أوسا حاضرة قبائل عدال أو عفار أو الدناكل وهذه الأسماء تطلق على شعب واحد، وهو شعب عدال العربي المسلم، وهي هي مقر سلاطينها منذ قرون عديدة، وكان سلاطين عدال ينقلون مقرهم إليها كلما ضيق عليهم أباطرة الحبشة في الجنوب في ايفات أو هرر لأن أوسا تقع في وسط بلاد عدال عند واحات واسعة وبجانبها بحيرة كبيرة وتعتبر منطقة أوسا أخصب موضع في بلاد عدال، ولقبائل عفار المتعددة سلاطين يحكمون قبائلهم منها سلطنة تاجورة وسلطنة بيلول في الساحل ويوجد في سلطنة عدال علماء كثيرون تلقوا تعليمهم في مدينة زبيد باليمن وفي الحجاز بالحرمين وبعضهم تعلموا في الجامعات كما توجد فيها مدارس كثيرة وجوامع ومساجد ومحاكم شرعية وقضاة يحكمون طبق الشريعة الإسلامية، وسكان عدال جميعهم مسلمون.

### قبيلة عدال (عفر-دناكل)
هي قبيلة من القبائل العربية القديمة التي نزحت من جنوب الجزيرة العربية إلى أفريقيا الشرقية ويسميها الأحباش مرة باسم (الدناكل) ومرة باسم (العفار) والعفر اسم قبيلة مشهورة في اليمن. كان موطنها في جنوب الجزيرة العربية مما يلي حضرموت وعدن وعلى أثر قيام حروب بينها وبين أحد ملوك اليمن وتشديده الخناق عليها بالحرب والدمار اضطرت للهجرة إلى الحبشة منذ عهد قديم واستوطنت فيها، ويحتمل أن يكون هؤلاء العفاريون من مملكة أوسان التي كانت مزدهرة في جنوب اليمن استمر حكمها من عام 1000 ق.م حتى 540 ق.م وبعد هجرتها إلى الحبشة سمت عاصمتها الجديدة الكائنة في بلاد العفار أوسا طبقاً لعاصمتها القديمة في جنوب الجزيرة.
سبب هجرة قبائل عفار الذين يكونون مملكة أوسان أن الملك السبأي (كرب ال وتر) شن عليهم حملات واسعة على أرض المعافر قريباً من البحر الأحمر وإلى جميع الأودية الشرقية بين البحر والصحراء وأجلى الأوسانيين من بلادهم وهاجروا عنها وعبروا البحر الأحمر.
وعاصمة عدال حالياً هي مدينة (أوسا) واسم أوسا كان يطلق قديماً في اليمن على قبيلة تعرف بأوسان وكانت عاصمة عدال قديماً مدينة (أودليس) وكانت هي الميناء الذي يعبر إليه السبئيون والحميريون إلى الحبشة وقد ورد اسم قبيلة العفار في أخبار ابن سعيد وتمتد ديارهم من خط حديد جيبوتي - (درداوة) في الجنوب إلى شبه جزيرة بوري في الشمال ومن البحر الأحمر حتى الحافة الشرقية لهضبة الحبشة وقد كان هؤلاء البدو أكثر الناس مشاركة في حركة الجهاد العظمى التي قام بها الإمام أحمد بن إبراهيم القرين (الأشول) في القرن السادس عشر، وكان هؤلاء العفاريون تدفعهم ظروف بيئتهم ومصاعبها إلى الخروج في هجرات موسمية منطلقين نحو الغرب، التماساً لاستبدال أوطانهم الجرداء بأوطان أخرى فيها استقرار وطمأنينة في قلب هضبة الحبشة، وقد اعتنقوا الإسلام وكانت لهم مملكة إسلامية وسلاطين في أنحاء متفرقة من بلاد العفار، وقد مرت عليهم أطوار كثيرة من الصراع والحرب بينهم وبين الحبشة المسيحية مرة يدفعون الحبشة إلى هضبتها ومرة يجتاح الأحباش بلاد العدال ويحرقونها ويقتتلون ويفسدون، وكان العفاريون محل نقطة ارتكاز للمسلمين في الناحية الشرقية بعد سقوط سلطنة إيفات، وقالوا المؤرخون عنهم ووصفوهم بصفات عالية، فقالوا:
الدنكليون معتدلو القامة غليظو العضلات ذوو بشرة سوداء ضاربة إلى الاحمرار، وأنوف دقيقة، وشفاه رقيقة، وشعر مجعد كثيف، ومن سجاياهم: الزهد، وشظف العيش والصبر على المكارة، ويمتازون بالقوة البدنية والشجاعة النادرة، ويميلون بفطرتهم إلى القتال، وهم صيادون ماهرون، ويحترفون رعاية المواشي من الإبل والغنم، فينتجعون المراعي، متنقلين من مكان إلى آخر، في طلب الكلأ.